# فريدون بلجين
فريدون بلجين (بالتركية: Feridun Bilgin) (1964 -) سياسي وبيروقراطي تركي شغل منصب وزير النقل والاتصالات في تركيا من 7 مارس إلى 17 نوفمبر 2015 في حكومة أحمد داود أوغلو الأولى. كان سابقا وكيل وزارة النقل، ثم أصبح الوزير خلفًا للطفي إلفان، وهو مستقل ليس له أي انتماء سياسي.
ولد في سيواس في عام 1964 وتخرج من كلية الكهرباء والإلكترونيات بجامعة اسطنبول التقنية سنة 1985، وفي 1987 حصل درجة الماجستير من جامعة يلدز التقنية، وفي عام 1986 بدأ العمل في هيئة التخطيط بالحكومة التركية، وبين عامي 1996 و1999 أصبح المستشار الاقتصادي في السفارة التركية في جمهورية مقدونيا.

## وصلات خارجية
- Message by the Minister of Transport, Maritime and Communication نسخة محفوظة 3 سبتمبر 2020 على موقع واي باك مشين.
- Biography of the Minister of Transport, Maritime and Communication نسخة محفوظة 3 سبتمبر 2020 على موقع واي باك مشين.